# قبيلة الجوازي
قبيلة الجوازي
 قبيلة سكنت بنغازي  وضواحيها من 1000 م إلى 1942 م وهي قبيلة عربية من السعادي وبني هلال وسليم وهم اخوة لقبائل العواقير والعريبيات والمجابرة والجلالات والمغاربة التي تسكن برقة الآن تعرضت القبيلة لمذبحة أثناء الحرب الاهلية الليبية سنة 1801 وتم طرد معظمهم إلى مصر علي يد يوسف باشا القرمانلي. لم يستقر الجوازي بمصرطويلا فقد عاد جلهم إلى برقة بعد أن فقدوا الكثير منهم وبعد عودتهم إلى ديارهم في برقة صار ينظر اليهم بعين الريبة من أؤلئك (المستوطنين)الذين استوطنوا ديارهم واوطانهم وهي إقليم (برقة) بل واشتد عليهم الحقد والريبة من أن يقوموا باسترجاع امجادهم وذلك بطرد هؤلاء المستوطنون لديارهم وصار هؤلاء المستوطنون لديارهم يتربصون بهم كل مرصد ويفتعلون معهم المشاكل حتي يجدوا السبب للانقضاض عليهم والقضاء على دابرهم. هؤلاء المستوطنون (وغالبيتهم خليط من الارمن والالبان وغيرهم ممن جاءوا إلى برقة مع الغزو التركي للوطن العربي كمرتزقة الجيش الخاين التركي أو خدم منازل للاتراك حيث انه وبعد انتهاء الاحتلال التركي لم يبق من الاتراك أحد بل بقي هولاء الشرذمة القليلون، حيث اتقنوا العربية وبمرور الايام ومصاهرة القبائل العربية تفتق لسانهم بالعربية). ثم جاءت الحرب الكونية الثانية وصارت ليبيا (حسب تقرير البنك الدولي، 1955) من افقر دول العالم مما حدا بافراد كثر من هذه القبيلة للهجرة الثانية والتي استمرت (من حوالي عام 1930 إلى العام 1942 تقريبا) إلى بر المحروسة، حيث استقبلهم هناك اقارب لهم ممن مكثوا في مصر من الهجرة الأولى. من بقى من الجوازي في الهجرتين صار يلقب بالقاب أخرى غير لقب الجوازي وذلك للحفاظ غلى ارواحهم من الهلاك من قبل المستوطنين ومن امثال هذه الالقاب رضوان، العايد؛ اشويبة، القيصة، البصير، العقيبي، اصنيدل، لبعجة، المصري، احجاز، وبوبطانة والاطرش واللواحي، الناهوي، الجلالي، ابوجازية، الحطاب، الدلال، العوج، ابي تكليلة، مرواس، ابي غرارة، طرام، ابي دجاجة، ابي حوش، بن رحومة، كدوم، المجريسي، جربوع، ابي سروال، الزهواقي، الفرطاس، البعجة، اهليس، الفلاح، ابي حلفاية، بنود، اكويدر، سلامة، فرهود، ابسيوان، الخراز، شمسة، المصري، مغلية، الكريكشي، حجاز، قشيش، الكواش، بسيكري، ابي حوية، محجوبة الفلاح، الدنيني، مناع، الابعج، العير، فايد، ابي ذينة، الدرفيلي، لملوم، الجهمي، الاحيول، المنقار، المجريسي، اشتيوي، حشاد، الجملي، الرويعي، ابي رويلة، التومي، العلواني، بن رحومة مرواس، عبد الصمد، الباح، والشلاوية وغيرهم الكثير والكثير ممن يطلق عليهم بالدارجة (العقيب) أي من بقي منهم ولم يرحل ظل محتمياً باخواله أو اقاربه من القبائل الأخرى. في عهد الاحتلال الإيطالي تكون في مصر جيش السنوسي للدفاع عن برقة في عام 1940 وقد قام اعيان هذه القبيلة والقبائل المهاجرة إلى مصر بتكوين نواة هذا الجيش وتجهيزه بالمال والرجال والعتاد. ومن امثلة هؤلاء الرجال الشيخ الكيلاني باشا الادهس الجازوي وكان في معيته اخوتة من المجاهدين منذ 1918 وحتي1945, العمدة حمد عبد السلام بولطيف الجازوي وكان يعمل علي دعم الطلبة الليبيين الدارسين بالأزهر الشريف، الحداد الهاروج الجازوي، الشاعر أحمد عقيلة لانقط الجازوي أحد مؤسسي جمعية عمر المختار بالمهجر، العمدة عبد بوالجود بولطيف، العمدة شوبك الشيلابي الجازوي وهو قام بدور فعال في الجهاد في المهجر لتاسيس الدولة بربط الأمير ادريس مع الديوان الملكي في مصر ومع الحكومة الإنجليزية، وكذلك شيخ العرب الشيخ مفتاح صميده بوسكرف الجلالي المشهور بين أهل برقه بــ (البي)له دور كبير في مساعدة المجاهدين في جيش السنوسي وكان يحمل المؤن والعتاد من واهنه بالمنيا إلي الليبيين وكان قد تبرع بحوالي 500 فدان لمساعدة المجاهدين وفي برقه شيخ مشايخ الجوازي حمد بوشناف بورزيزه والشيخ سالم مفتاح الجملي، شيخ العرب العمدة عبد الله عبد السلام الجازوي وشيخ العرب قريوى بوبكر الجملى الذي كان يحمع التبرعات لمساندة اشقائهم في برقة وغيرهم الكثير ممن كانوا خير عون لاهلهم في برقة الزاهرة.

## نسب القبيلة
الجوازي من بني سليم وأخوالهم بني هلال من أبو الليل الديب (بني سليم) وزوجته (جازية) بنت كبير بني هلال.الابن الأول هو (حمزه بن جبرين) وهذا هو أبو قبيله الجوازي. الجوازي من بني سليم وأخوالهم بني هلال.... ولهم كثير الشرف من هذا النسب الشريف العربي الأصيل
ولحمزه أربعة اخوه كان منهم أربعة قبائل هم أخوة وشقائق الجوازي وهم (المجابرة والمغاربة والعريبات والعواقير) وهؤلاء القبائل الاربع كلهم أبناء رجل واحد هو (جبرين) ويسموا بأبناء جبرين أو بالجبارنة.

## الجوازي خلال العهد التركي المبكر
كانت حياة الجوازي في برقة حياة تعاون واحترام ومصاهرة مع اخوانهم من قبائل السعادي وكان يعتمدون على التجارة وتربية الاغنام والحرث وهم من أكثر سكان شمال أفريقيا في فصاحة اللسان لكن كبريائهم وعدم رضوخهم للضرائب التي فرضتها السلطة القرمانلية جعل القرمانللين يدسوا الكثير من الفتن والنزاعات بين القبائل ذات الاصل الواحد مما أدى إلى قيام الحرب الليبية الاهلية.

## الحرب الليبية الاهلية
قامت الحرب الاهلية الليبية مطلع القرن التاسع عشر خلال العهد القرمانللي في ليبيا بين يوسف باشا القرمانلي وبعض القبائل الأخرى من جهة وقبيلة الجوازي والمجابرة والجلالات من جهة في نهاية الحرب قام القرمانللي بدعوة 45 من اعيان قبيلة الجوازي في قصر الباشا بمدينة بنغازي بزعم المصالحة وتقديم وسام لهم ثم امر جنوده بقتل الاعيان والخروج وقتل أي جازوي في ليبيا بمساعدة بعض القبائل الأخرى والتي وجدتها فرصة سانحة للانقضاض على هذه القبيلة وتقطيعهم إرباً ولم يراعوا فيهم إلاً ولا ذمة ولم يرحموا شيخا كبيرا ولا امراة عجوز ولا طفلا لا ذنب له سوى انه يحمل لقب الجازوي مم اضطر الجوازي إلى الرحيل إلى مصر والمجابرة رحلو من اجدابيا إلى مصر وجالو وبعض الجوازي لم يرحلو واكتفوا بتغيير اسم قبيلتهم. قتل في هذه المذبحة ما يزيد على العشرة الالاف ضحية لا لشئ الا انهم رفضوا الرضوخ للمحتل الغاشم وأبوا الدنية في دينهم. والطامة الكبرى هو وقوف اخوتهم من القبائل الأخرى مع عدوهم طمعاً في اسلاب القوم. وصارت برقة من حينه لا يحكمها الا كل ذي علة سواء في اصله أو في فعله واغتصبت برقة من بين ايدي اهلها وحتى الآن يسيطر عليها ذوو الاصول التركية.
. مذبحة الجوازي هي تسمية تطلق على مذبحة شهيرة ارتكبت ضد قبيلة الجوازي في مدينة بنغازي في ولاية برقة وقتها شرقي ليبيا، وذلك في سنة 1816، قتل فيها أكثر من عشرة آلاف فرد من قبيلة واحدة. في حقيقة الامر فإن هذه المذبحة التي لم يحدث لها مثيل من قبل والتي تعتبر أكبر مذبحة عرفها التاريخ من حيث عدد الضحايا.
كان موقع المذبحة القلعة التركية في المدينة انتقاما من الثورة التي اندلعت ضد حكم أسرة القرة مانللي ورفضهم دفع الضرائب المفروضة، حيث يذكر أن الباشا بعد ادعائه مهادنة قبيلة الجوازي ودعوة 45 من أعيانها وشيوخهاإلى القلعة بغرض الإنعام عليهم، وبمجرد جلوسهم حتى هجم الحرس الخاص بالباشا عليهم وذبحوهم، فيما هوجم أفراد القبيلة والذين كانوا يرابطون خارج أسوار القلعة وتم ذبح أعداد كبيرة منهم بينهم أطفال ونساء. الآن وبعد كل هذه السنين ما زال هؤلاء المستوطنون (بقايا الاتراك) يتوجسون خيفة ورهبة من تلك القبيلة وراحوا بكل ما اؤتوا من قوة يضيقون عليهم الخناق ويبثون الفتن والقلاقل حيثما وجدوا واينما ذهبوا وبدلاً من يكفروا عن ذنوبهم وعن كل ما اقترفوا في حق هذا الشعب العربي الابي وحق تلك القبيلة، نجد انهم يقوموا بعكس ذلك أي انهم ما زالوا ماضون في غيهم وجبروتهم القديم فزادوا من نفث سمومهم ووصل بهم الامر إلى ان صاروا يهمشون ويقصون كل من يتوسموا فيه الخير والفلاح فهذه هي طبيعتهم التي جبلوا عليها الا وهي زرع الفتن لينفردوا هم وحدهم بالامر والتخلص من اؤلئك الذين يقفوا لهم بالمرصاد.

## وثيقة خطية عن واقعة إعدام شيوخ الجوازى بالقصر سنة 1237 هـ
وثيقة خطية بقلم الفقى أحمد بن محمد الشنكيطى المغربي، يذكر فيها واقعة إعدام شيوخ الجوازى غدراً في بنغازى [بحاجة لمصدر] {{بسم الله الرحمن الرحيم والصلاة والسلام على سيد المرسلين. والسلام على من ماتوا مظلومين. انا الفقى احمد بن محمد الشنكيطى من بلد شنكيط من المغرب اكتب
ما املاه علىَّ الشيخ صالح المصرى شيخ قبائل الجوازى من أسماء الشيوخ
الذين اعدموا في قصر الحكومة في مدينة بنغازى يوم الاربعاء في السابع
عشر صفر سنة الف ومائتان وسبعة وثلاثون هجرية وعددهم خمسة واربعون اثر
الخديعة والخيانة الذي (التي) دبرها لهم أحمد يوسف القرمالى الذي تظاهر لهم بالرضا وقبلوا الضيافة الذين كانت فيما زهقت ارواحهم غدراً واذكرهم بالاسم:
- على بن صالح بن بوزيد صبار
- الكيلانى بن عمر أبسيوان
- صالح بن عبد القادر بوبريقعة
- يونس بن إبراهيم بوشيبة
- عبد الجليل بن مفتاح بوهدهودة الكلوبى
- مفتاح بن عبد السلام بوشلابيه
- عمر بن إبراهيم عبد العزيز
- أبو بكر بن محمد حراز
- عبد الرحمان بن مصطفى بو غرارة
- محمد بن الصابر غريدة
- عبد ربه بن يوسف الناهوى
- موسى بن سعد بوجرعيد
- إبراهيم بن على بن سليمان لوجلى
- عبد الرحمن بن يونس الكريكشي
- صلاج بن حامد أمنيسى بويلة
- طاهر بن بو بكر الدوزان
- حامد بن عبد الرحيم بوقرين
- عبد الرحمن بن عبد المولى فركاش
- سالم بن عبد السلام الفريخ
- حمد بن مراد مقرب
- سليمان بن بوسيف عليوة
- سعيد بن سالم بوحلفاية
- صالح بن على نوفل
- عثمان بن عمر الثور
- عوض بن محمود زيدان
- عبد النبى عيسى الخمق
- إبراهيم جمعة الزرقة
- منصور بن عوض قشيش
- محمد بن حمد الفلاح
- عثمان بن ياسين ادهمش
- مصطفى بن نوح بن عابد معابدة
- سالم بن عبد الله الطابونى
- على بن أبو القاسم بوبطانة
- منصور بن سعد سلام
- ناجى بن حمد الفرخ
- السنوسي بن طاهر الشويخ
- محمد الصادق الابعج
- زيدان بن محمد أمريمى
- موسى بن جبرين بنود
- سالم بن عمر الاطرش
- غيضان بن الساكر مرعى
- على بن بدر مناع
- عبد الله بن جاد المولى بورزيزة
  -     - وذكر الشيخ المصرى عدد خمسة رجال ذبحوا في شط الحليس وهما
- سالم بن حامد الحطاب
- جبرين بن سالم اهليس
- على بن فرج فايد
- عمران المهير
- إبراهيم الدلال
  -     - وان المذكورين أعلاه اعرف البعض منهم.... انا مقيم في نزل الشيخ عمر بن العزيز فقى أُعلِّم القرآن لاولادهم وشهدت ما حل بهم من العساكر الانكشارية من قتل وشهدت البيوت تحرق..... وما لا يرضاه الله.

وهذا ما املاه على الشيخ صالح المصرى وما سمعته منه وفي الختام الصلاة على سيد الانام.
ودفنوا في مقبرة السيد داوؤد في بلد بنغازى.
ومما قيل عن ذكرى هذه المذبحة:
مذبحة قصر البركة وسميت البركة بسبب بركة دم شيوخ هذه القبيلة
قصيدة مذبحة الجوازي بقصر البركة بنغازي
يا قصر مبنى عالغدر أو دم الجوازى ازواقه
- -     - نبوك تشهد عالدهر التاريخ يحكن اوراقه

مشايخ الجوازى الزينيين كيف القمر في اشراقه
- -     - أولاد اصل تفصيلهم زين كيف الذهب في اقداقه

جاهم الخبر والدواويين في القصر ختمن اوراقه
- -     - ايقولولهم يا فراسين انريدو امعاكم صداقه

مشايخ الجوازى معازيم في القصر نبو املاقه
- -     - أو باتو على راى ماشيين موش خوف لا هي القاقه

عشرين في جنب عشرين ومعاهم خمسه رفاقه
- -     - أو جو عالقصر حادرين والقصر زامن أبواقه

كل شيخ لاقوه نفرين بالمرحبة والصداقة
- -     - انشدو عالبى هو وين قالولهم في ارواقه

ايسلم عليكم سلامين مشتاق طالن اشواقه
- -     - أو خايف اموتى الكمين اوعابيلهم عالعواقه

اودارو وراهم الخاينيين من ورا ضربة حماقه
- -     - بدا طعنهم بالسكاكين وبسيف طايب ارقاقه

على ارواحهم جاهدو نين كل شيخ مولاه لاقه
- -     - ياباشا لا عهد لادين كذاب مالك صداقه

لو جيتم العين بالعين يسقوك حرب المذاقة
- -     - حتا ابقوت في المياديين ايقودوك قودان ناقه

عزاء فيكم يا الزيننين عزا ما ايحودد افراقه
- -     - اونا طالب الله امين مولاى واسع ارزاقه

في جنتا دوم خالدين انتو أو محمد رفاقه
- -     - على الصلاة يا سامعين اوسلام حار مطيب ارياقه

يا قصر مبنى عالغدر أو دم الجوازى ازواقه
- -     - نبوك تشهد عالدهر التاريخ يحكن اوراقه

إن كان مشيتوا وما الشروط إرضيتوا
تبقوا رمايا في اطراف حطايـا**** وتبقوا عشاء للصــقر بو نابين
وانتو ا نتايف من اعقاب عجايف**** ما تعرفوا قدر السمايــــــا وين
واحنا جــوازي والنبـا فنطاظي**** وفارس الجوازي يردع بميتين
فأيقن شيوخ الجوابيص أن المتكلم لابد أنه فارس لان ما قاله من شعر الفرسان والمحاربين ,فعرفواأنهم سوف يواجهون أياما غير مريحه في حرب هولاء الجوازي الذين نزحوا من ليبيا بعد حرب قوات دولة الاتراك ومن والأهم من قبائل ليبيا الذين خافوا علي وجودهم من سطوة الجوازي الذين حاصروا قبائل العواقير لمدة ستة أشهر بعد معركة (وادي قمره),تلك المعركة التي فتحت اعين الاتراك علي خطر الجوازي عليهم وعلي وجودهم في ليبيا باكملها ,فدبروا لهم تلك المكيدة في (قصر البركة).
وفي نفس الوقت كان الجوابيص أهل ثراء ورغد من العيش وليس لهم الخبرة الكافية بالحروب، فلم يصمدوا أمام الجوازي، فأستنجدوا بالخديوي الحاكم المصري في ذلك الوقت، فلم ينجح أيضاً في قتال الجوازي الذين كانت لهم خبرة في حروب الجبال، فقرر التفاوض معهم، فمنحهم أراضي في (محافظة المنيا) لكي يستقروا فيها، فوافق الشيخ عمر المصري، وتم تلقيب الشيخ (عمر بك المصري), كما أعفي شباب الجوازي من الخدمة العسكرية في الجيش المصري. فنجد الآن الجوازي يتمركزون في منطقة برقة وكذلك البعض منهم في مصر.
وقد لعب أبناء قبيلة الجوازى دورا كبيرا في تاريخ مصر الحديث انطلاقا من محافظة المنيا حيث أصبح منهم الاطباء والمهندسين وضباط الجيش المصري حتى ان أحد أبناء القبيلة وهو الفريق صفى الدين أبو شناف قد تقلد منصب رئيس اركان الجيش المصري في فترة حكم الرئيس المصري حسنى مبارك كم ان أحد أبناء القبيلة كان نقيبا لاطباء المنيا وهو الدكتور جمال امطيريد كم اشتهر افراد القبيلة بالكرم الشديد ومنهم الشيخ عبد المجيد مفتاح قريوى الذي ذاع صيته في الكرم والحكمة وغيره الكثير من أهل الكرم والحكمة من افراد قبيلة الجوازى الذين ذاع صيتهم في محافظة المنيا باكملها.